# Lebogang Mashile
Lebogang Mashile (Pawtucket, 7 de febrero de 1979) es una actriz, escritora y poetisa sudafricana.

## Biografía

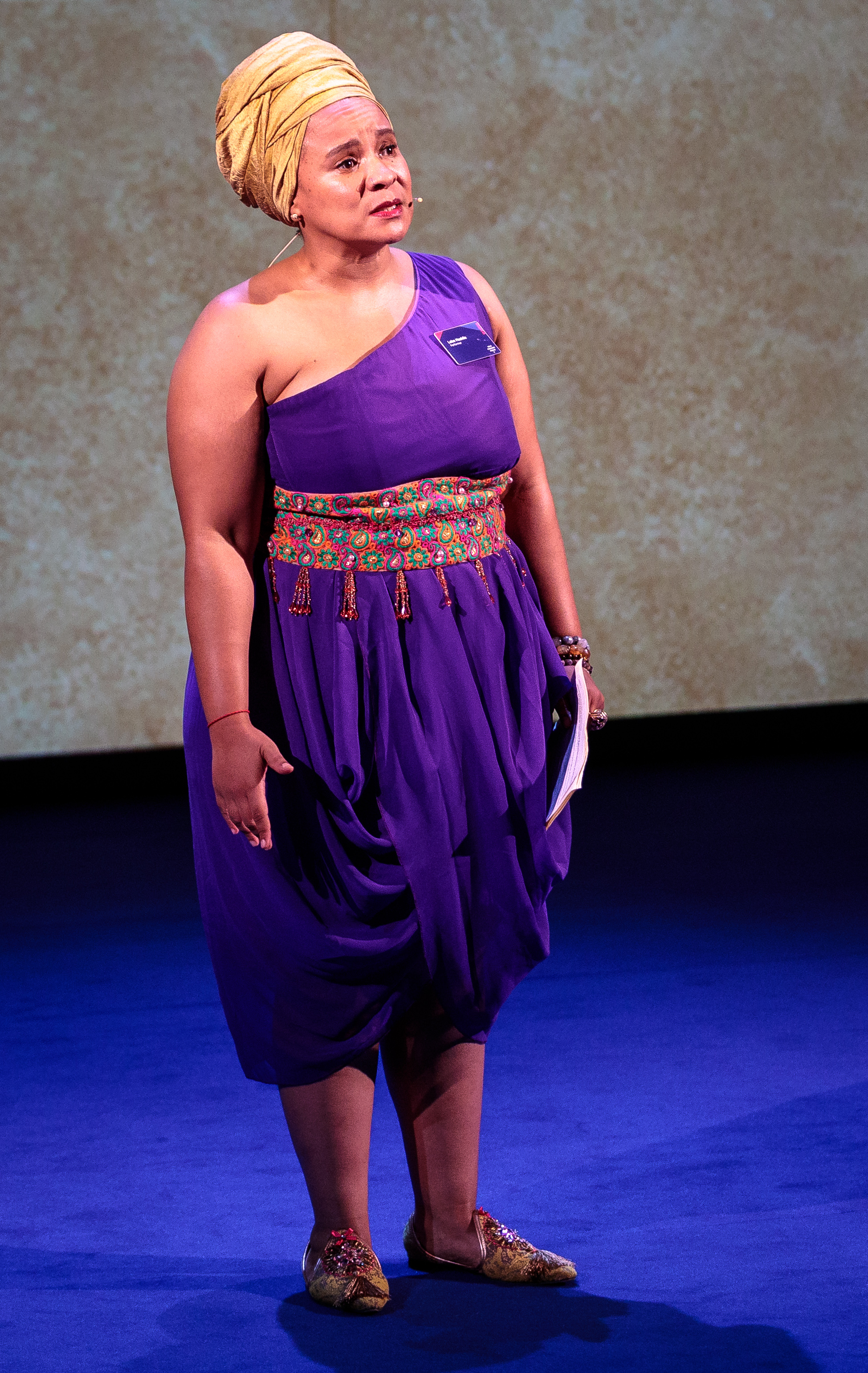
Mashile actuando en el Freedom Forum en 2018

Hija de padres sudafricanos exiliados, Mashile nació en los Estados Unidos y regresó a Sudáfrica a mediados de la década de 1990 cuando fue abolido el apartheid. Comenzó a estudiar derecho y relaciones internacionales en la Universidad de Witwatersrand pero se interesó más por las artes. Con Myesha Jenkins, Ntsiki Mazwai y Napo Masheane, fundó el grupo de poesía Feela Sistah.
Apareció en la película Hotel Rwanda en 2004 y ha actuado en varias producciones teatrales, entre ellas Threads, que combinaba danza, música y poesía. También grabó un álbum de actuaciones en vivo que incorpora música y poesía, titulado Lebo Mashile Live. Fue coproductora y presentadora del programa documental L'Attitude en SABC 1 y presentó un programa de juegos llamado Drawing the Line en SABC 2.
En 2005 publicó su primera colección de poesía, In a Ribbon of Rhythm, por la que recibió el Premio Noma en 2005. Tres años después realizó su segunda publicación, Flying Above the Sky.[cita requerida]

## Premios y reconocimientos
Mashile fue incluida en la lista de las "Mujeres Impresionantes de Sudáfrica" de 2005 publicada por la revista Cosmopolitan y una de las "100 jóvenes más prometedoras de Sudáfrica" del Mail & Guardian en 2006, 2007 y 2009. En 2006 fue nombrada la mejor personalidad televisiva de Sudáfrica por The Star en su popular lista anual. En 2007 recibió el premio City Press/Rapport Woman of Prestige y fue nombrada mujer del año 2010 en la categoría de arte y cultura por la revista Glamour. Fue citada como una de las "100 mejores africanas" por la revista New African en 2011 y en 2012 ganó el premio "Embajadora del Arte" en la edición inaugural de los Premios Mbokodo.

## Obras destacadas
- In a Ribbon of Rhythm (Oshun Books, 2005)
- Flying Above the Sky (African Perspective, 2008)